# 第940航空団 (アメリカ軍)
第940航空団（だい940こうくうだん 940W,940th Wing）はアメリカ空軍・空軍予備役軍団(AFRC)第10空軍の部隊。RQ-4など装備し、偵察活動(ISR活動)を行なう。
940Wは1963年にカリフォルニア州マクレラン空軍基地で設立された第940兵員輸送群(940th Troop Carrier Group,940TCG)を始まりとする。輸送機部隊であり、1960年代はC-199やC-124を運用していた。1972年には第940戦術空輸群(940th Tactical Airlift Group)に改編されC-130を受領している。1977年に空中給油機部隊に改編され、当初はKC-135Aを、1986年からはKC-135Eを運用している。その後、湾岸戦争や対テロ戦争にも投入された。
2005年から無人航空機を用いる偵察機部隊への改編が開始され、2009年に改編が完了、第940空中給油航空団(940ARW)から第940航空団(940W)となり、上級部隊も第4空軍から第10空軍となった。

## 沿革

### 系譜
- 第940兵員輸送群(940th Troop Carrier Group) 1963年1月15日創設 2月11日実働開始
- 第940重兵員輸送群(940th Troop Carrier Group, Heavy) 1965年4月1日-
- 第940重航空輸送群(940th Troop Carrier Group, Heavy) 1965年12月1日-
- 第940軍事空輸航空団(940th Military Airlift Wing) 1966年1月1日-
- 第940戦術空輸群(940th Tactical Airlift Group) 1972年4月1日-
- 第940重空中給油群(940th Air Refueling Group, Heavy) 1977年1月1日-
- 第940空中給油群(940th Air Refueling Group) 1992年2月1日-
- 第940空中給油航空団(940th Air Refueling Wing) 1994年10月1日-
- 第940航空団(940th Wing) 2009年7月16日-

### 所属
- 第349兵員輸送航空団(349th Troop Carrier Wing,) 1963年2月11日-
- 第452軍事空輸航空団(452nd Military Airlift Wing) 1968年1月26日-
- 第4空軍(Fourth Air Force) 1994年10月1日-
- 第10空軍(Tenth Air Force) 2009年7月16日-

### 基地
- マクラレン空軍基地 1963年2月11日-
- マーサー空軍基地 1977年1月1日-
- マクラレン空軍基地 1993年7月1日-
- ビール空軍基地 1997年10月1日-